# Ano lepší Česko s mimozemšťany a občany motoristy
ANO LEPŠÍ ČESKO S MIMOZEMŠŤANY A OBČANY MOTORISTY (zkratka mimozemstani.eu) je české politické hnutí, založené v březnu 2024 Tomášem Fraňkem, zastupitelem obce Milý v okrese Rakovník.

## Vývoj názvu a zkratky hnutí
Původní název hnutí zněl PATRIOTI Z RAKOVNICKA (zkratka byla totožná); hnutí jej neslo od svého vzniku 13. března 2024 pouze do 25. března 2024. Hnutí se následně před volbami do Evropského parlamentu v roce 2024 přejmenovalo na ANO LEPŠÍ EU S MIMOZEMŠŤANY (zastavíme drahotu a válku), zkratka byla změněna na mimozemstani.eu. Dne 15. července 2024 se název hnutí změnil na ANO LEPŠÍ ČESKO S MIMOZEMŠŤANY A OBČANY MOTORISTY - (dostupnější bydlení, jízdné zdarma školákům a studentům, opravy silnic, rozvoj venkova z dotací, lékařské a zubní pohotovosti v okresech, dostatek mateřských škol, Středočechům dostatek parkování na okraji Prahy zdarma), zkratka nebyla změněna.

## Historie
Zakladatel a předseda hnutí Tomáš Franěk byl od roku 2012 členem Dělnické strany sociální spravedlnosti. V roce 2016 přešel do SPR-RSČ Miroslava Sládka, za kterou byl nominován do komunálních voleb v roce 2018 do Týnce nad Sázavou, na kandidátce Občané pro Týnecko. Za SPR-RSČ kandidoval i do evropských voleb v roce 2019 jako třetí na kandidátce. Ani v jednom z případů mandát nezískal. Podobně koncipovaný název, využívající částice Ano (a napodobující tak název hnutí ANO 2011), měla již Fraňkova kandidátní listina ANO, V MILÉM BUDE LÍP – vyřešíme mj. obecní vodovod, tříděný odpad a společenské aktivity – S VYUŽITÍM DOTACÍ EU, kandidující v komunálních volbách v září 2022 se sedmi nezávislými kandidáty a Tomášem Fraňkem jako nestraníkem za Rozumné; Franěk byl následně zvolen do obecního zastupitelstva.
Dále za hnutí kandidoval Patrik Doležal, bývalý zastupitel městské části Brno-střed, od roku 2009, i během voleb, člen Pirátů.  V roce 2012 byl navržen jako kandidát do senátních voleb, ovšem nakonec nekandidoval. Pořádal semináře prostřednictvím spolku Etiq, jehož byl součástí. Již od začátku politické kariéry prosazoval zavedení zákona o celostátním referendu. Napsal a prezentoval svoji vlastní verzi zákona.
Z většiny kandidovali za hnutí lidé z okresu Rakovník a Kladno, zejména z obce Milý.
Některé zdroje poukazují na podobnost recesistického názvu s (nesouvisejícím) brněnským hnutím ANO, vytrollíme europarlament, které se účastnilo voleb do Evropského parlamentu v roce 2019 se ziskem bezmála 40 000 hlasů, a jejž údajně až čtvrtina voličů volila omylem.
Program hnutí je již v samotném názvu hnutí a je krátce rozepsán na stránkách hnutí. Na předvolební rozhovory docházel lídr hnutí Franěk v obleku mimozemšťana.
V krajských volbách v roce 2024 hnutí samostatně kandidovalo do Zastupitelstva Středočeského kraje a v koalici s hnutím SPDV kandidovalo do Zastupitelstva Pardubického kraje. Žádný mandát zastupitele však nezískalo.
Ve volbách do Senátu PČR v roce 2024 měl za hnutí kandidovat v obvodu č. 8 – Rokycany krizový manažer Václav Prokůpek. Předseda hnutí Tomáš Franěk však v srpnu 2024 potvrdil serveru Novinky.cz, že Prokůpka stáhli z kandidátky pro rokycanský obvod. Důvodem byly nepravdivé informace, které o sobě Prokůpek prohlašoval. Hnutí se tak nakonec voleb do Senátu PČR nezúčastnilo.

## Volební výsledky

### Evropský parlament
| Volby | Hlasy | Hlasy | Mandáty | Mandáty | Pozice |
| Volby | Abs.  | %     | Abs.    | ±       | Pozice |
| ----- | ----- | ----- | ------- | ------- | ------ |
| 2024  | 6 479 | 0,21  | 0/21    | ▬ 0     | ▬ 17.  |

### Zastupitelstva krajů
| Volby | Kraj             | Kandidátní listina                                            | Hlasy         | Hlasy         | Mandáty       | Mandáty       |
| Volby | Kraj             | Kandidátní listina                                            | Celkem        | %             | Mandáty       | Mandáty       |
| Volby | Kraj             | Kandidátní listina                                            | Celkem        | %             | Zvoleno       | ±             |
| ----- | ---------------- | ------------------------------------------------------------- | ------------- | ------------- | ------------- | ------------- |
| 2024  | Středočeský kraj | Ano lepší Česko s mimozemšťany a občany motoristy             | bude oznámeno | bude oznámeno | bude oznámeno | bude oznámeno |
| 2024  | Pardubický kraj  | NAŠE PARDUBICE – Nechme kraj rozkvést (mimozemstani.eu, SPDV) | bude oznámeno | bude oznámeno | bude oznámeno | bude oznámeno |